# 大津栄一郎
大津 栄一郎（おおつ えいいちろう、1931年2月18日 - 2013年1月17日）は、アメリカ文学者、翻訳家。明治学院大学名誉教授であった。

## 経歴
長崎県島原市生まれ。東京大学教養学部卒、同英文科大学院修了、東海大学助教授、明治学院大学教授を務め、ウラジーミル・ナボコフ、ヘンリー・ジェイムズなどを翻訳、研究した。晩年になって日本語に関心を深め『古事記』の現代語訳を刊行した。
ナボコフの『賜物』の翻訳については翻訳家の若島正から『翻訳の世界』誌の「改訳したい小説ベスト10」で多数の誤訳を指摘されたため、「若島正氏に反論する」を同誌に寄稿し反駁した。これに対する若島正の反論は『乱視読者の冒険 - 奇妙キテレツ現代文学ランドク講座』におさめられている。

## 著書
- 『英語の感覚』（岩波新書） 1993
- 『日本語誕生論』（きんのくわがた社） 2000
- 『コミュニケーションのための英会話作法』（岩波アクティブ新書） 2002

### 翻訳
- 『咲けよ、美しきばら』（H・E・ベイツ、音羽書房） 1967
- 『賜物』（ウラジーミル・ナボコフ、白水社、新しい世界の文学） 1967、のち福武文庫 上下
- 『絶望』（ウラジーミル・ナボコフ、白水社、新しい世界の文学） 1969
- 『氷結の国』（ギルバート・フェルプス、筑摩書房、世界ロマン文庫）1970
- 『恐怖城の秘密』（ロバート・アーサー、日本パブリッシング、ヒッチコックと少年探偵トリオミステリーシリーズ） 1971
- 『父たち』（ハーバート・ゴールド、白水社、新しい世界の文学） 1973
- 『乳房になった男』（フィリップ・ロス、集英社） 1974、のち文庫
- 『作家と党派 アメリカにおける文学的ラディカリズムの歴史』（J・B・ギルバート、研究社出版） 1974
- 『男としての我が人生』（フィリップ・ロス、集英社、現代の世界文学）1978
- 『ナボコフ自伝 記憶よ、語れ』（ウラジーミル・ナボコフ、晶文社） 1979
- 『オー・ヘンリー傑作選』（オー・ヘンリー、岩波文庫） 1979 - 電子書籍化
- 『カサマシマ公爵夫人』（ヘンリー・ジェイムズ、集英社、世界文学全集） 1981
- 『ヘンリー・ジェイムズ短篇集』（ヘンリー・ジェイムズ、岩波文庫） 1985
- 『アメリカの家庭生活』（ジョン・アップダイク、講談社） 1985
- 『ニューヨークのユダヤ人たち ある文学の回想 1940 - 60』（アルフレッド・ケイジン、筒井正明共訳、岩波書店） 1987
- 『友だちの友だち』（ヘンリー・ジェイムズ、林節雄共訳、国書刊行会、バベルの図書館） 1989
- 『クリスマス・ソング』（ベイツ、福武文庫） 1990
- 『フォークナー全集 3 蚊』（フォークナー、冨山房） 1991
- 『20世紀アメリカ短篇選』（岩波文庫） 1999
- 『サキ傑作選』（サキ、ハルキ文庫） 1999
- 『ビアス短篇集』（アンブローズ・ビアス、岩波文庫） 2000 - 電子書籍も刊
- 『古事記』全3巻（きんのくわがた社） 2007